# Chlosyne nycteis
Chlosyne nycteis ist ein Schmetterling (Tagfalter) aus der Familie der Edelfalter (Nymphalidae).

## Merkmale

### Falter
Die Flügelspannweite der Falter beträgt 35 bis 51 Millimeter. Die Vorderflügeloberseiten sind gelb orange bis rötlich braun gefärbt und haben insbesondere in der Basalregion ein Muster aus schwarzen Würfelflecken. Die Submarginalregion ist nahezu zeichnungslos schwarz. Auf den Unterseiten der Hinterflügel sind überwiegend helle Binden zu erkennen. In der dunklen Submarginalregion befindet sich an der Flügelader M3 ein silberweißer Fleck, wodurch sich die Falter von anderen Chlosyne-Arten eindeutig unterscheiden.

### Ei, Raupe, Puppe
Die Eier sind grünlich weiß gefärbt. Sie werden in Gruppen auf der Unterseite der Blätter der Nahrungspflanze abgelegt.
Ausgewachsene Raupen sind nahezu einfarbig schwarz, zuweilen zeigen sie rötliche oder weiß punktierte Flanken. Auf jedem Segment befinden sich schwarze, stark verzweigte Dornen.
Die Puppe kann in weißlichen oder bräunlichen Farbtönungen auftreten und ist mit einigen dunklen Sprenkeln sowie vielen kegelförmigen Spitzen versehen. Sie ist als Stürzpuppe ausgebildet.

## Verbreitung und Vorkommen
Das Hauptverbreitungsgebiet der Art reicht vom Südosten Kanadas durch die mittleren und östlichen US-Bundesstaaten bis in den Süden von New Mexico, Texas, Mississippi und Louisiana. Die Tiere besiedeln bevorzugt offene oder leicht bewaldete Feuchtgebiete.

## Unterarten
Neben der Nominatform Chlosyne nycteis nycteis werden zwei weitere Unterarten unterschieden:
- Chlosyne nycteis drusius Edwards, 1884
- Chlosyne nycteis reversa F. & R. Chermock , 1940

## Lebensweise
Die Falter fliegen im Norden sowie in höheren Lagen in einer Generation von Anfang Juni bis Mitte Juli, in der Mitte des Verbreitungsgebiets in zwei Generationen von Mai bis September und in den südlichen Regionen in mehreren Generationen von März bis September. Sie saugen gerne an Blüten, zuweilen auch an feuchten Erdstellen. Junge Raupen leben gesellig. Sie ernähren sich von den Blättern verschiedener Korbblütlergewächse (Compositae), insbesondere von Sonnenblumen- (Helianthus), Astern- (Aster), Goldruten- (Solidago) und Verbesina-Arten.